# Landkreis Vorpommern-Rügen
Landkreis Vorpommern-Rügen er en landkreis i den nordlige del af den tyske delstat Mecklenburg-Vorpommern.

## Tidligere landkreise
Landkreisen opstod i 2011, da Hansestadt Stralsund, Landkreis Nordvorpommern og Landkreis Rügen blev slået sammen til én landkreis. 

## Alternative navne
Området udgør planlægningsregionen Landkreis Nordvorpommern (Nord-Forpommern). 
Ved en folkeafstemning den 4. september 2011 var der et lille flertal (51,0 procent) for navnet Vorpommern-Rügen. Alternativet var "Ostseekreis Stralsund".  .

## Byer og kommuner
(Indbyggertal pr.  2018-12-31
)
Byer og amtsfrie kommuner
1. Binz (5397)
2. Grimmen, Stadt (9572)
3. Marlow, Stadt (4563)
4. Putbus, Stadt (4364)
5. Sassnitz, Stadt (9320)
6. Stralsund, Hansestad  (59421)
7. Süderholz [Amtssæde: Poggendorf] (3991)
8. Zingst (3089)

Amter med tilhørende byer og kommuner

* viser administrationsby
| - 1. Amt Altenpleen (7403) 1. Altenpleen * (957) 2. Groß Mohrdorf (739) 3. Klausdorf (661) 4. Kramerhof (1885) 5. Preetz (1059) 6. Prohn (2102) - 2. Amt Barth (15097) 1. Barth, Stadt * (8658) 2. Divitz-Spoldershagen (448) 3. Fuhlendorf (808) 4. Karnin (215) 5. Kenz-Küstrow (524) 6. Löbnitz (603) 7. Lüdershagen (553) 8. Pruchten (709) 9. Saal (1424) 10. Trinwillershagen (1155) - 3. Amt Bergen auf Rügen (20321) 1. Bergen auf Rügen, Stadt * (13460) 2. Buschvitz (245) 3. Garz (Rügen), Stadt (2194) 4. Gustow (576) 5. Lietzow (246) 6. Parchtitz (767) 7. Patzig (457) 8. Poseritz (978) 9. Ralswiek (245) 10. Rappin (301) 11. Sehlen (852) - 4. Amt Darß/Fischland (6594) 1. Ahrenshoop (622) 2. Born a. Darß * (1170) 3. Dierhagen (1526) 4. Prerow (1455) 5. Wieck a. Darß (699) 6. Wustrow (1122) | - 5. Amt Franzburg-Richtenberg (7723) 1. Franzburg, Stadt * (1344) 2. Glewitz (535) 3. Gremersdorf-Buchholz (713) 4. Millienhagen-Oebelitz (339) 5. Papenhagen (581) 6. Richtenberg, Stadt (1288) 7. Splietsdorf (452) 8. Velgast (1711) 9. Weitenhagen (224) 10. Wendisch Baggendorf (536) - 6. Amt Miltzow (6929) 1. Elmenhorst (692) 2. Sundhagen * (5119) 3. Wittenhagen (1118) - 7. Amt Mönchgut-Granitz (7215) 1. Baabe * (914) 2. Göhren (1255) 3. Lancken-Granitz (435) 4. Mönchgut (1339) 5. Sellin (2623) 6. Zirkow (649) - 8. Amt Niepars (9559) 1. Groß Kordshagen (322) 2. Jakobsdorf (483) 3. Kummerow (Ugyldig Metadata-Nøgle 13073047) 4. Lüssow (822) 5. Neu Bartelshagen (Ugyldig Metadata-Nøgle 13073058) 6. Niepars * (2480) 7. Pantelitz (818) 8. Steinhagen (2637) 9. Wendorf (891) 10. Zarrendorf (1106) | - 9. Amt Nord-Rügen (7742) 1. Altenkirchen (907) 2. Breege (629) 3. Dranske (1117) 4. Glowe (968) 5. Lohme (436) 6. Putgarten (183) 7. Sagard * (2457) 8. Wiek (1045) - 10. Amt Recknitz-Trebeltal (8662) 1. Bad Sülze, Stadt (1710) 2. Dettmannsdorf (1009) 3. Deyelsdorf (470) 4. Drechow (234) 5. Eixen (769) 6. Grammendorf (533) 7. Gransebieth (563) 8. Hugoldsdorf (122) 9. Lindholz (644) 10. Tribsees, Stadt * (2608) - 11. Amt Ribnitz-Damgarten (18232) 1. Ahrenshagen-Daskow (2118) 2. Ribnitz-Damgarten, Stadt * (15167) 3. Schlemmin (289) 4. Semlow (658) - 12. Amt West-Rügen (9490) 1. Altefähr (1250) 2. Dreschvitz (742) 3. Gingst (1294) 4. Insel Hiddensee (1000) 5. Kluis (421) 6. Neuenkirchen (288) 7. Rambin (929) 8. Samtens * (1943) 9. Schaprode (431) 10. Trent (661) 11. Ummanz (531) |